# Schulmuseum Ahrain

Logo

Das Schulmuseum Ahrain befindet sich in Ahrain im Markt Essenbach im niederbayerischen Landkreis Landshut. Es wurde im Juli 2012 eröffnet, steht in gesetzlicher Trägerschaft des Marktes und wird betrieben von einem gemeinnützigen Förderverein.
Das Museum dokumentiert die regionale Schulgeschichte im 18. und 19. Jahrhundert.

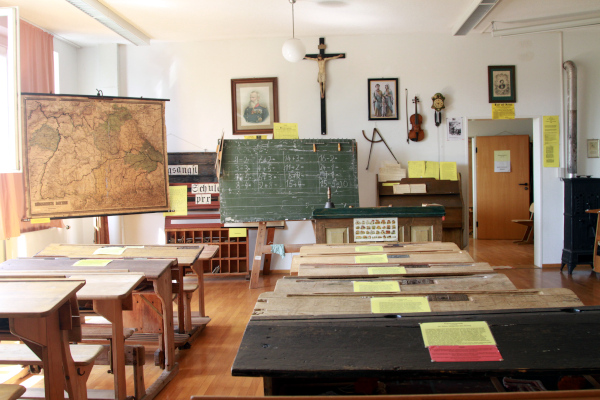
Die große Schulstube

Eingerichtet ist das Museum in den leerstehenden Klassenzimmern der Grundschule Ahrain. Schwerpunkt der museumspädagogischen Arbeit ist die Entwicklung von Unterrichtseinheiten für historische Schulstunden in verschiedenen Fächern. Angeboten wird historischer Unterricht in Deutscher Schrift (Sütterlin, Altdeutsche Schrift), Rechnen, Musik, Märchen/Lesen, Zeichnen und Religion oder die Handhabung von Federkiel und Stahlfeder.
Es gibt eine kleine Sammlung mit historischen Schulbüchern, Wand- und Schautafeln, Landkarten, didaktischen Schaukästen für den Natur- und Heimatkundeunterricht, mit Musterstücken für den Handarbeitsunterricht oder historisches Arbeitsmaterial wie Schiefertafel, Griffel und Kreide.